# Sphingidae
Famille
Les sphingidés (Sphingidae) ou Sphinx sont une famille de lépidoptères (hétérocères) appartenant à la super-famille des Bombycoidea.
On en dénombre actuellement un peu plus de 1 500 espèces, mais ce nombre est évolutif.
Les sphingidés sont des papillons de taille moyenne à grande, ils ont le corps fusiforme et pour la plupart des ailes étroites disposées en delta chez l'insecte au repos. Ce sont souvent d'excellents voiliers, certaines espèces pouvant atteindre 55 kilomètres à l'heure. Ils parcourent parfois des distances considérables au cours de leur vie adulte, d’une durée moyenne de dix à vingt-cinq jours. Beaucoup d'espèces sont migratrices, comme le Sphinx tête de mort.
Si la plupart des sphinx sont nocturnes ou crépusculaires, beaucoup sont diurnes, comme le Moro-sphinx (Macroglossum stellatarum), Amphion floridensis, Proserpinus flavofasciata et l'ensemble des espèces du genre Hemaris.

## Nutrition

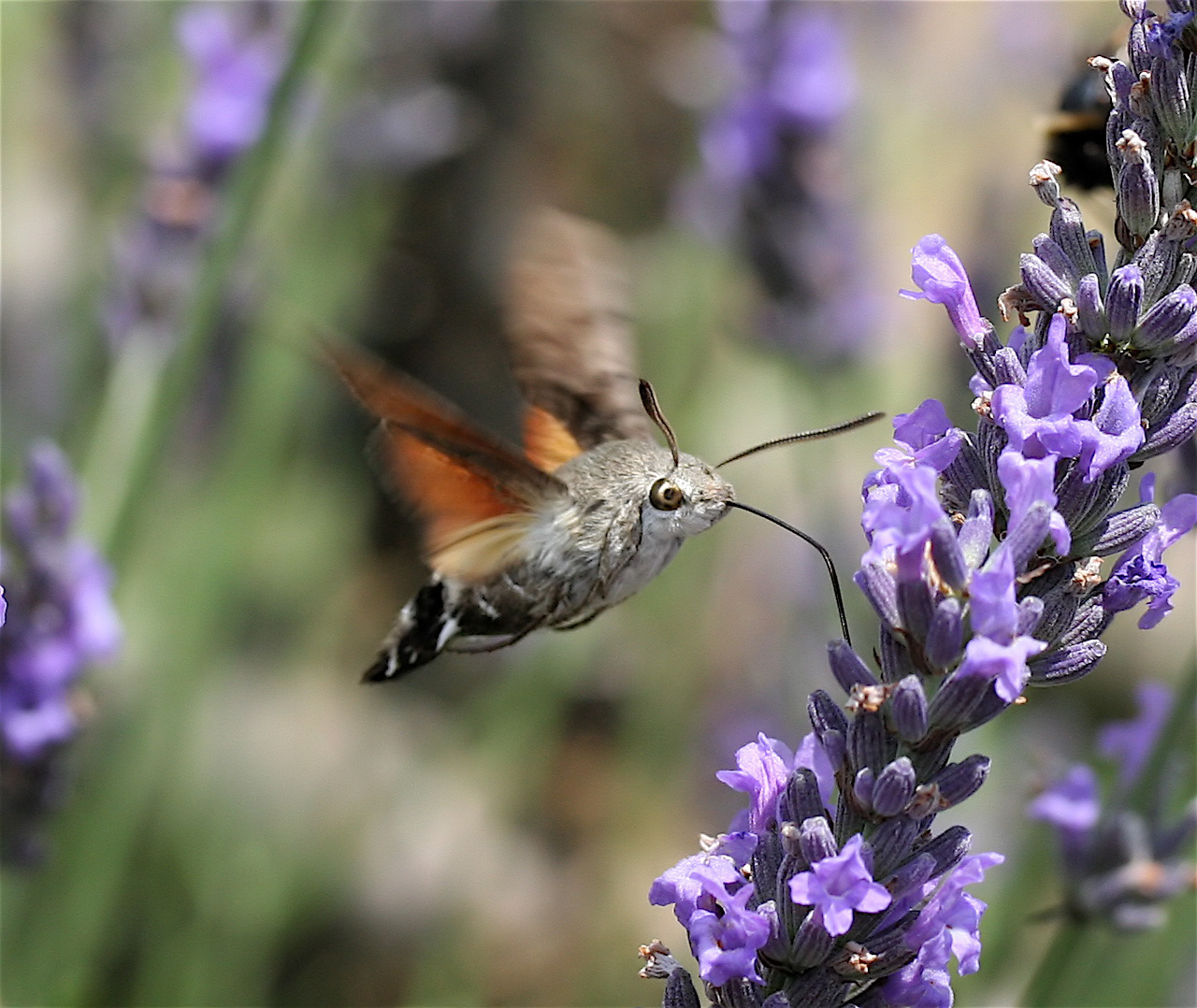
Moro-sphinx (Macroglossum stellatarum) butinant en vol stationnaire.

Les Sphingidae exécutent souvent des vols stationnaires (vol vibré), grâce aux battements très rapides de leurs ailes. À l’aide de leur trompe, souvent très longue (cas des sphinx malgaches puisant le nectar des orchidées Angraecum sesquipedale et du Sphinx du liseron), ils peuvent recueillir le nectar des fleurs, même dans les corolles les plus profondes, comme le fait l’oiseau-mouche, d’où leur nom en anglais d’Hummingbird moths (papillons colibri). Le record en longueur de trompe appartient à l'espèce néotropicale Amphimoea walkeri, qui devance très légèrement une autre espèce de même distribution, Neococytius cluentius. Un très grand nombre d'espèces ne se nourrissent pas, possédant une trompe rudimentaire. C'est le cas de la majorité des Smerinthinae, à l'exception des Ambulycini.

## Chenille

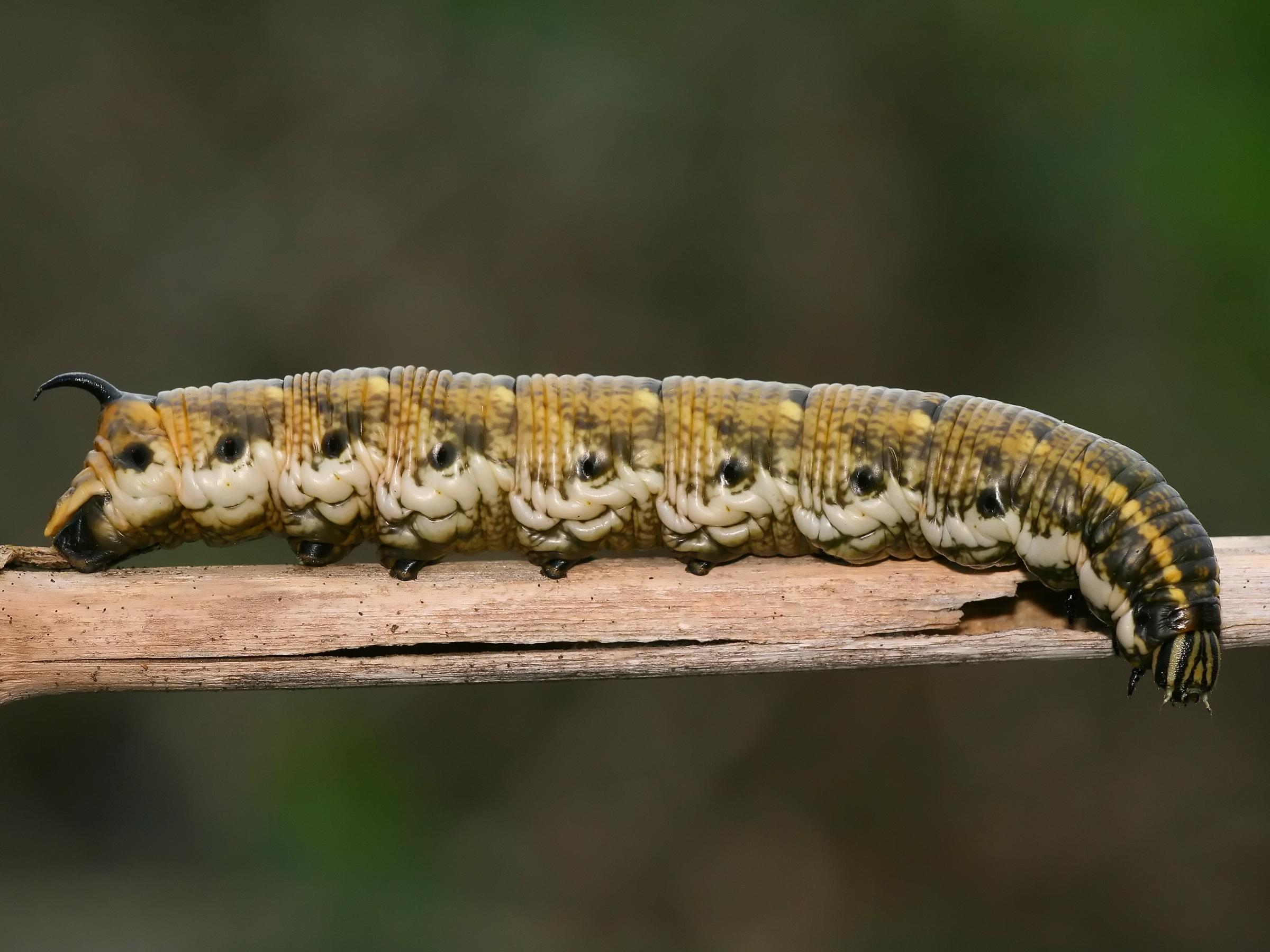
Chenille de Sphinx du liseron (Agrius convolvuli).

Les chenilles de la plupart des espèces présentent des lignes latérales obliques assez vivement colorées. Solitaires, elles vivent sur une grande variété de feuillus ou de plantes basses, parfois toxiques. Effrayées par un ennemi, elles rétractent leurs segments thoraciques, soulèvent le devant de leur corps et le balancent brusquement d’un côté à l’autre. Au repos, les chenilles peuvent également relever la partie antérieure de leur corps, imitant vaguement la position du « Sphinx » égyptien ou grec, d'où le nom.
De couleurs souvent voyantes, elles possèdent aussi une corne ou scolus sur le huitième anneau abdominal ; ce scolus est réduit, voire inexistant chez beaucoup d'espèces de la sous-famille des Macroglossinae.

## Chrysalide
La plupart des espèces se nymphosent dans le sol, parfois jusqu’à 12 cm de profondeur, voire beaucoup plus ; d’autres sous les pierres ou les débris végétaux, ou encore se tissent quelques fils de soie entre les feuilles mortes. Le tissage d'un cocon élaboré est exceptionnel, mais il existe chez les représentants du genre Madoryx (genre néotropical)

## Systématique
La famille des Sphingidae a été décrite par l'entomologiste français Pierre André Latreille en 1802.
Elle rassemble environ 1 500 espèces, dans 206 genres.
Elle se compose de trois sous-familles, :
- Macroglossinae Harris, 1839
- Smerinthinae Grote & Robinson, 1865
- Sphinginae Latreille, 1802

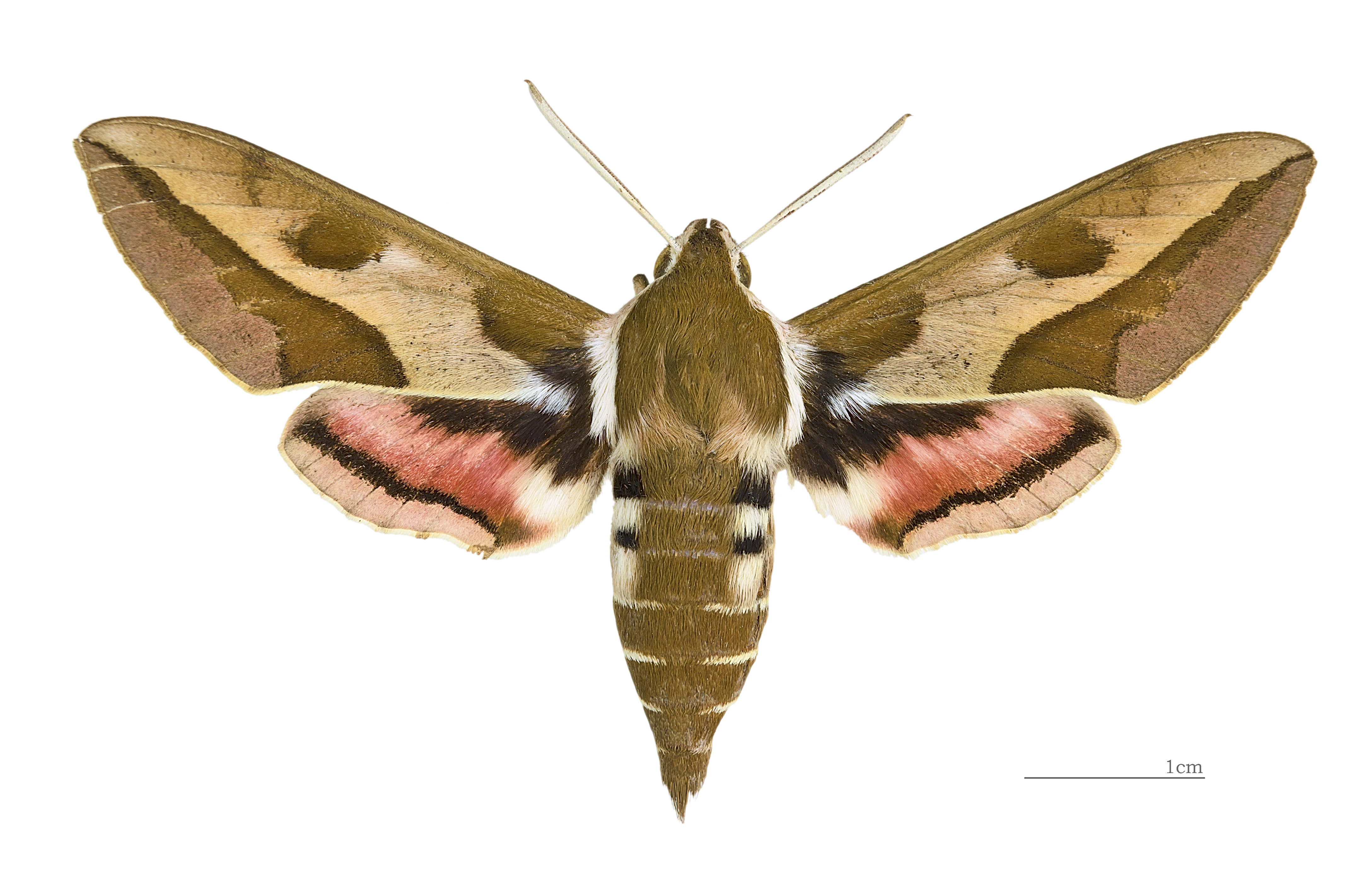
Macroglossinae (Hyles euphorbiae)
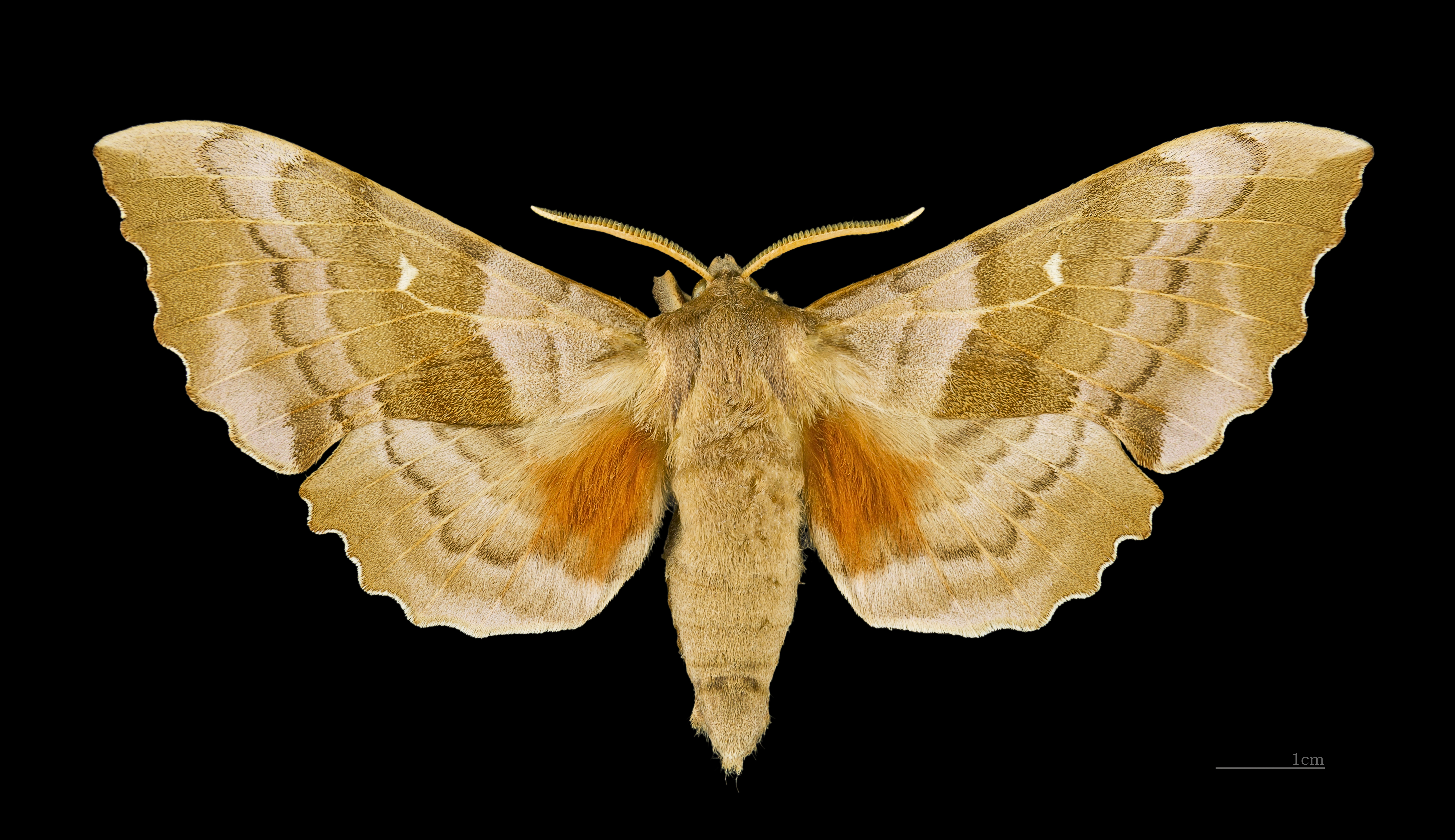
Smerinthinae (Laothoe populi)
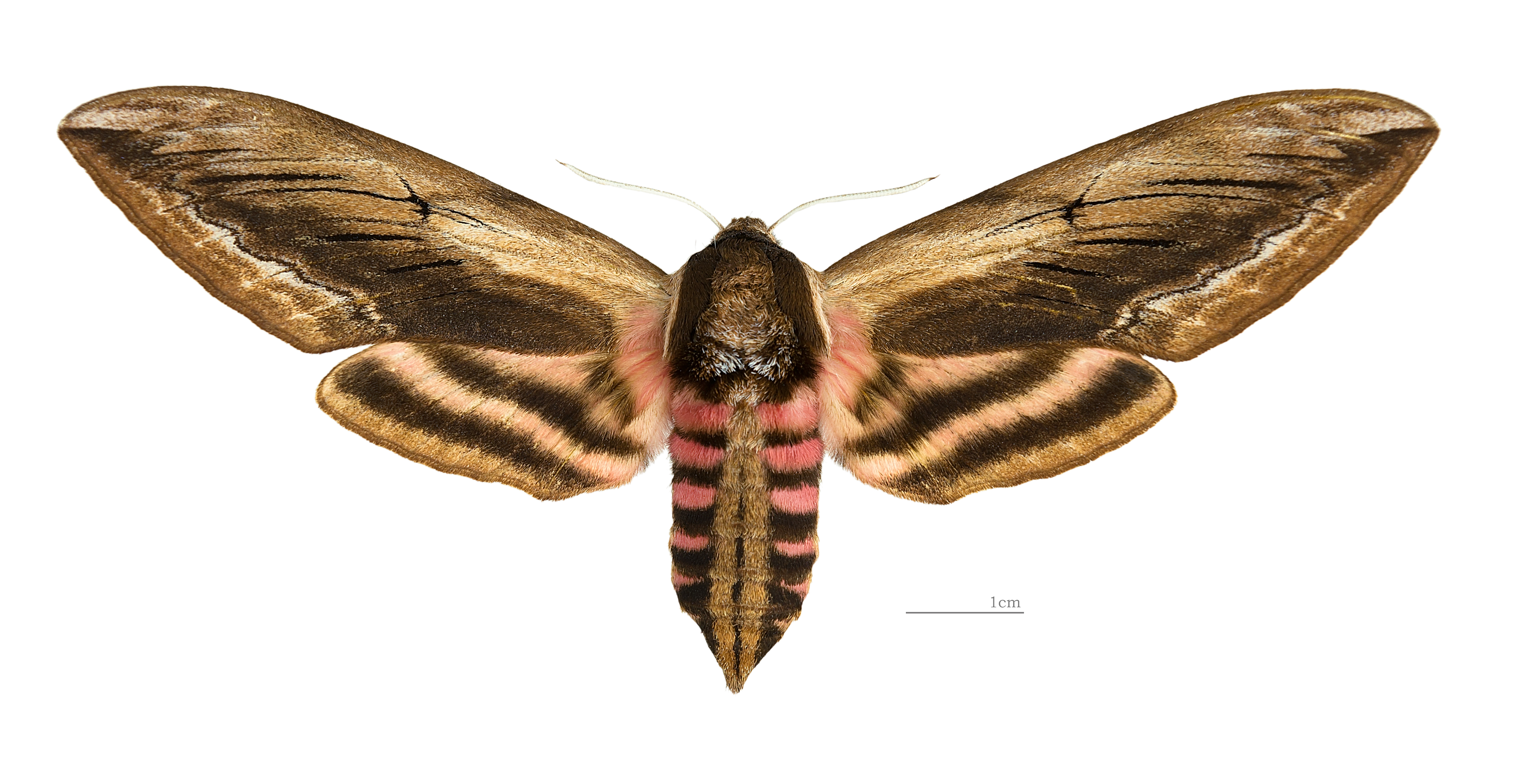
Sphinginae (Sphinx ligustri)